# Harald Hansteen
Harald Hansteen, född 18 februari 1821 i Kristiania (nuvarande Oslo), död 3 december 1903, var en norsk bergsman. Han var son till Christopher Hansteen och bror till Aasta Hansteen. 
Hansteen blev, privat dimitterad, student 1840 och mineralogisk kandidat samma år. Han anställdes 1849 som aspirant vid Kongsbergs silververk, där han 1850 blev stigare och 1852 markscheider, var 1857–1859 överstigare vid Røros kopparverk, vid vilket han 1858 blev konstituerad som och 1860 utnämnd till direktör. År 1869 utnämndes han till geschworner i östra sunnanfjällska distriktet och tredje direktör vid Kongsbergs silververk, där han blev andre direktör 1871, tills han vid omorganisationen av silververkets administration 1886 blev konstituerad som ensamdirektör. 
Som markscheider vid Kongsbergs silververk bestämde Hansteen riktning för Christians stoll för genomslaget till Gottes Hülfe in der Noth. Han var medlem av den 1865 tillsatta kommissionen för undersökning av och nedstigning i silververkets gruva, vilken kommission föreslog öppnandet av gruvan Haus Sachsen.